# Люмьер, Луи
Луи́ Жан Люмье́р (фр. Louis Jean Lumière; 5 октября 1864, Безансон — 6 июня 1948, Бандоль) — изобретатель кинематографа, родоначальник французской киноиндустрии и кинорежиссуры (совместно со своим старшим братом Огюстом), член Парижской академии наук (с 1919 года). В то время как Огюст Люмьер исполнял в основном роль организатора и менеджера, Луи больше занимался технической стороной кинематографа и изобретательством.
В честь Луи и его брата Огюста назван астероид (775) Люмьер, открытый в 1914 году.

## Биография
Окончил промышленную школу, был фотографом, работал на фабрике фотоматериалов, принадлежавшей отцу. В 1895 году Луи Жан Люмьер изобрёл киноаппарат для съёмки и проекции «движущихся фотографий», пригодный для коммерческого использования. Аппарат был запатентован и получил название «кинематограф», прибор представлял собой усовершенствование эдисоновского «кинетографа». Первый публичный платный сеанс состоялся 28 декабря 1895 в подвале «Гран-кафе» на бульваре Капуцинок в Париже. На первых сеансах братья Люмьер демонстрировали сценки, в основном снятые на натуре: «Выход рабочих с фабрики», «Прибытие поезда на вокзал Ла-Сьота», «Завтрак младенца», «Ловля золотых рыбок», «Вольтижировка», постановочный комедийный скетч «Политый поливальщик» и другие. В 1896 году братья совершили мировое турне со своим изобретением, посетив Лондон, Нью-Йорк, Бомбей.
С 1898 Люмьер занимался только производством киноаппаратуры, несколько лет спустя он продал патенты, но продолжал свои опыты в области объёмного и цветного кино. Во Франции существует ежегодная премия имени Луи Люмьера за лучший документальный фильм.
В 1903 году братьями Люмьер был запатентован способ получения цветной фотографии, получивший название «автохром» (фр. Autochrome Lumière).
В 1995 году Банк Франции вынужден был остановить выпуск новой 200-франковой купюры с портретами братьев Люмьер. Это решение было вызвано скандалом, связанным с открывшимися подробностями сотрудничества братьев в годы Второй мировой войны с коллаборационистским режимом Виши. Старший брат, Огюст, был назначен маршалом Петеном в городской совет Лиона, а младший, Луи, стал членом Национального совета и одним из патронов фашистского Легиона французских добровольцев против большевизма (ЛВФ). Хотя уже были отпечатаны 17 миллионов банкнот, тираж был уничтожен.
Умер в 1948 году. Похоронен на кладбище Гийотери в Лионе.

## Фильмография
- 1895 — «Политый поливальщик» / L’Arroseur arrosé
- 1895 — «Мастерские в Ла-Сьота» / Ateliers de La Ciotat
- 1895 — «Выход рабочих с фабрики» / La Sortie de l’usine Lumière à Lyon
- 1895 — «Прибытие делегатов на фотоконгресс в Лионе» / Le Débarquement du Congrès de Photographie à Lyon
- 1895 — «Завтрак младенца» /Repas de bébé
- 1895 — «Ловля золотых рыбок» /La Pêche aux poissons rouges
- 1895 — «Вольтижировка» /La Voltige
- 1895 — «Кузнецы» /Les Forgerons
- 1895 — «Прыжок через одеяло» /Le Saut à la couverture
- 1895 — «Площадь Корделье в Лионе» /La Place des Cordeliers à Lyon
- 1895 — «Механический мясник» /La charcuterie mécanique
- 1895 — «Морское купание» /La Mer (Baignade en mer)
- 1895 — «Вращающаяся тарелка» / Assiettes tournantes
- 1896 — «Прибытие поезда на вокзал Ла-Сьота» / L’Arrivée d’un train en gare de la Ciotat
- 1896 — «Игра в снежки» / Bataille de boules de neige
- 1898 — «Весёлый скелет» / Le squelette joyeux